# المتاهة (فلم هندي)
المتاهة (بالهندية: भूल भुलैया) هو فيلم رعب كوميدي نفسي هندي باللغة الهندية لعام 2007 من إخراج بريادارشان من سيناريو نيراج فورا وإنتاج تي سيريز. إنه إعادة إنتاج لفيلم باللغة المالايالامية عام 1993 مانيتشيتراثازو من تأليف مادو موتام وإخراج فاضل، والذي يستند إلى مأساة القرن التاسع عشر التي حدثت في ثارافاد ألوموتيل مادو (قصر تقليدي قديم) في Muttom (بالقرب من Haripad) في وسط المدينة. ترافانكور. الفيلم من بطولة أكشاي كومار، وفيديا بالان، وشيني أهوجا، وأميشا باتيل، إلى جانب باريش راوال، وراجبال ياداف، ومانوج جوشي، وأسراني، وفيكرام جوخالي. تم تأليف موسيقى الفيلم والموسيقى التصويرية من قبل رانجيت باروت وبريتام على التوالي، وكتب سمير وسعيد قادري كلمات الأغاني.
تم تصوير الفيلم تحت عنوان تشاندراموخي في جايبور، في الغالب في قصر Chomu (هافيلي) وقصر المدينة أيضًا، بينما تم تصوير أغنية "Allah Hafiz" في هامبي. تم اعتبار مادو، كاتب الفيلم المالايالامي، الكاتب الوحيد لإعادة الإنتاج بعد أن رفع دعوى حقوق الطبع والنشر ضد فازيل عندما بدأ إدراج الأخير ككاتب للسيناريو الأصلي في عمليات إعادة الإنتاج.
تم إنتاج فيلم Bhool Bhulaiyaa بميزانية قدرها 32 كرور روبية، وحقق إيرادات بلغت 82.84 كرور روبية. وبذلك أصبح الفيلم ثامن أعلى فيلم هندي من حيث الإيرادات في عام 2007. لقد تلقى آراء متباينة من النقاد. حقق الفيلم شهرة شعبية، مع الثناء على شخصية الطبيب النفسي التي يجسدها كومار، وتصوير بالان لأفني ومانجوليكا، والموسيقى التصويرية للفيلم. أنتج الفيلم تكملة مستقلة بعنوان المتاهة 2 (2022) مع طاقم رئيسي جديد. الفيلم الثالث في السلسلة، المتاهة 3، تم إصداره في ديوالي 2024.

## القصة
يتولى بادريارايان "بادري" شاتورفيدي رئاسة عائلة ملكية سابقة في فاراناسي، ويُعتقد أن قصرها مسكون بشبح مانجوليكا، راقصة أوديسي من البنغال. يعود سيدهارث، نجل شقيق بادري الأكبر، كيدار، والخليفة الحالي للسلالة الملكية، وزوجته عالمة الآثار أفني إلى القصر من الولايات المتحدة بعد قصة حب عاصفة. يحطم زواجهما قلب صديقة طفولة سيدهارث وابنة بادري بالتبني، رادا، التي كانت ولا تزال تحبه.
تهتم أفني بأسطورة مانجوليكا. قبل عقود من الزمان، كان جد عائلة شاتورفيدي، مهراجا فيبوتي نارايان، مفتونًا بمانجوليكا، التي كانت راقصة في بلاطه من البنغال. ومع ذلك، أحبت شاشيدهار، التي كانت راقصة معها. غاضبًا ومحبطًا، قطع الملك رأس شاشيدهار علنًا في ليلة دورغاشتامي وسجن مانجوليكا من أجل الزواج منها بالقوة. أقسمت مانجوليكا المنكسرة القلب بالانتقام من أي خليفة للعائلة المالكة قبل أن تشنق نفسها. مات الملك في ظروف غامضة، وتم استدعاء السحرة الأقوياء وكهنة عليا لإغلاق روح مانجوليكا في الطابق الثالث من القصر. تحصل أفني على مفتاح مكرر من ابنة باتوكشانكار، نانديني، وتفتح الباب في الطابق الثالث، وبالتالي تكسر حبس روح مانجوليكا. نتيجة لذلك، تبدأ الأحداث غير الطبيعية في الحدوث بعد ذلك، بما في ذلك ظهور امرأة تخيف الجميع في القصر. يقع الشك على رادا، التي تكون دائمًا بطريقة ما في مكان كل حادث.
يشتبه سيدهارث في أن رادا أصبحت غير مستقرة عقليًا بعد حزنها. أحضر صديقه، الطبيب النفسي أديتيا شريفاستافا، لعلاجها. تؤدي طرق أديتيا غير التقليدية إلى اعتقاد أهل المنزل بأنه أحمق. وأحبط أديتيا محاولة لقتل سيدهارث بتسميم الشاي. وفي إحدى الليالي، سمع أديتيا صوت غونغرو وصوتًا يغني باللغة البنغالية قادمًا من غرفة مانجوليكا. وبتظاهره بأنه الملك فيبوتي نارايان، تحدث مع مانجوليكا، التي تعهدت بالانتقام من دورغاشتامي التالي.
أثناء خطوبة نانديني للشاعر شاراد برادان، اتهمت أفني شاراد بالتحرش بها جنسياً. ينكر شاراد ذلك بشدة، ويشرح أديتيا لسيدهارث الغاضب أنه يقول الحقيقة. في الواقع، تعاني أفني من اضطراب الهوية الانفصالية وتربط نفسها بمنجوليكا. أصبح أديتيا مشبوهًا بعد سلوك أفني وزار مسقط رأسها لجمع المعلومات عنها. تربط سيدهارث بالملك الشرير فيبوتي نارايان وتعتقد أن شاراد هو شاشيدهار، لأنه يقيم في المنزل الذي اعتاد شاشيدهار العيش فيه.
تجلب بادري طارد الأرواح الشريرة الشهير ياجيبراكاش بهارتي. ولدهشة الجميع، كان أديتيا تلميذ ياجيبراكاش منذ فترة طويلة. يعتزم أديتيا علاج أفني باستخدام طريقة غير تقليدية في الطب النفسي. يصدق سيدهارث أديتيا بعد أن شهد انتقال أفني إلى مانجوليكا. يشرح أديتيا أن اضطراب الهوية الانفصالية هو حالة مدى الحياة، ولكن قد يتم علاج أفني إذا استوفت غرض مانجوليكا في الوجود: قتل الملك فيبوتي نارايان.
في دورغاشتامي، يشهد الجميع أن أفني تتنكر في هوية مانجوليكا، وترتدي زيها وترقص على أغنية مانجوليكا وشاشيدار. يجعل ياجيبراكاش مانجوليكا تعد بالمغادرة إذا قتلت الملك. تتخيل أن سيدهارث هو الملك، ويخدعها ياجيابراكاش وأديتيا لتعتقد أنها تقتله بينما في الحقيقة تقتل دمية. تُشفى أفني بعد "القتل" المنظم، معتقدة أن مانجوليكا انتقمت منها.
تشكر الأسرة، التي أصبحت الآن سعيدة بأديتيا، على مساعدته. يخبرها أديتيا، الذي أصبح معجبًا برادا، أنه سيرسل والديه إذا كانت مهتمة بالزواج منه.

## الممثلون
- أكشاي كومار بدور الدكتور أديتيا "عدي" شريفاستاف
- فيديا بالان في أدوار مزدوجة بدور أفني إس شاتورفيدي ومانجوليكا
- شايني أهوجا في دور سيدارت شاتورفيدي وراجا فيبهوتي نارايان.
- أميشا باتيل في دور رادها شاتورفيدي
- باريش راوال في دور باتوكشانكار أوبادهياي
- مانوج جوشي بدور بادرينارايان "بدري" شاتورفيدي
- راجبال ياداف بدور تشوت بانديت
- عصراني بدور موراري
- فيكرام جوخالي بدور أشاريا ياجيابراكاش بهارتي
- راسيكا جوشي بدور جانكي باتوكشانكار أوبادهياي (née شاتورفيدي)
- تارينا باتل بدور نانديني شاراد برادان (ني أوبادهياي)
- فينيث بدور البروفيسور شاراد برادان وششيدهار
- كافيري جها بدور جيرجا أوبدهياي
- جيميت تريفيدي بدور شاندو شاتورفيدي
- الطفلة فريدة بدور جدة أفني
- أشميتا بدور مزدوج مانجوليكا

## الموسيقى التصويرية
صدرت الأغاني التي ظهرت في الفيلم من تأليف بريتام في يوليو 2007. غنى نيراج شريدهار أغنية العنوان "Bhool Bhulaiyaa"، المعروفة باسم "Hare Ram Hare Ram, Hare Krishna Hare Ram"، والتي قام أيضًا بإعادة إنتاج الجزء الثاني. يُقال إن الأغنية تحتوي على عينة من أغنية "My Lecon" لـ JtL. غنى KK أغنية "Labon Ko"، وهي أغنية شهيرة أخرى من الألبوم. وفقًا لموقع التجارة الهندي Box Office India، مع بيع حوالي 1200000 وحدة، كان ألبوم الموسيقى التصويرية لهذا الفيلم هو ثامن أعلى ألبوم مبيعًا لهذا العام.
| #   | عنوان                        | المدة |
| --- | ---------------------------- | ----- |
| 1.  | "Bhool Bhulaiyaa"            | 05:12 |
| 2.  | "Labon Ko Labon Pe"          | 05:44 |
| 3.  | "Pyaar Ka Sajda"             | 05:12 |
| 4.  | "Ami Je Tomar (Mere Dholna)" | 06:47 |
| 5.  | "Let's Rock Soniye"          | 04:27 |
| 6.  | "Sakiya Re Sakiya"           | 04:57 |
| 7.  | "Bhool Bhulaiyaa – Remix"    | 05:07 |
| 8.  | "Allah Hafiz Keh Raha"       | 04:34 |
| 9.  | "Let's Rock Soniye – Remix"  | 04:28 |
| 10. | "Pyaar Ka Sajda – Remix"     | 05:22 |

## روابط خارجية
- الموقع الرسمي

مقالات تستعمل روابط فنية بلا صلة مع ويكي بيانات